# Lijst van rampenfilms
Dit is een lijst van rampenfilms, alfabetisch gerangschikt per categorie.

## Natuurrampen
- Caved In: Prehistoric Terror (2003, tv)
- Doomsday Prophecy (2011, tv)
- Geostorm (2017)
- On Hostile Ground (2000, tv)
- The Core (2003)

### Lawines
- Avalanche Express (1979)
- Avalanche Alley (2001)
- Vertical Limit (2000)

### Bliksem en elektrische storingen
- Metropolis (1927)
- 2012: Supernova (2009, tv)
- Lightning: Bolts of Destruction (2003, tv)
- NYC: Tornado Terror (2008, tv)
- Stonehenge Apocalypse (2010, tv)
- War of the Worlds (2005)

### Vulkanen en aardbevingen
- 2012 (2009)
- Dante's Peak (1997)
- Descent 2: Magma Under New York (2008)
- Disaster Zone: Volcano in New York (2006, tv)
- Dragonhead (2003)
- End Day (2005 docudrama)
- Epicenter (2000)
- Krakatoa: The Last Days (2006 docudrama)
- Magma: Volcanic Disaster (2006)
- Nature Unleashed:Volcano (2005)
- Pompeii (2014)
- San Andreas (2015)
- Scorcher (2002)
- Skjelvet (2018)
- Skyfire (2019)[1]
- Stonehenge Apocalypse (2010, tv)
- St. Helens (1981)
- Super Eruption (2011, tv)
- Supervolcano (2005 docudrama)
- The Island at the Top of the World (1974)
- Underwater (2020)
- Volcano (1997)
- When Time Ran Out (1980)

### Hydrologisch

#### Overstromingen
- Metropolis (1927)
- Flood (2007)
- Hard Rain (1998)
- Nihon Chinbotsu (2006)
- De storm (2009)
- Underwater (2020)
- A View to a Kill (1985)

#### Tsunami's
- 10.5 (2004, tv-miniserie)
- 10.5: Apocalypse (2006, tv-miniserie)
- 2012 (2009)
- Atlantis: The Lost Empire (2001)
- Bait (2012)
- Category 7: The End of the World (2005, tv-miniserie)
- Dasavathaaram (2008)
- Deep Impact (1998)
- Flood (2007, tv)
- Hereafter (2010)
- Magma: Volcanic Disaster (2006)
- Meteor (1979)
- Poseidon (2006)
- The Abyss (1989)
- The Day After Tomorrow (2004)
- The Impossible (2012)
- The Perfect Storm (2000)
- The Poseidon Adventure (1972)
- The Poseidon Adventure (2005)
- Tidal Wave (2009)
- Titanic II (2010, tv)
- Tsunami 2022 (2009)

### Klimaat
- 2012 (2009)
- 2012: Ice Age (2011)
- Absolute Zero (2006)
- Arctic Blast (2010)
- Atomic Twister (2002, tv)
- Category 6: Day of Destruction (2004, tv-miniserie)
- Category 7: The End of the World (2005, tv-miniserie)
- Doomsday Prophecy (2011, tv)
- Flood (2007, tv)
- Eight Below (2006)
- End Day (2005, tv-docudrama)
- Geostorm (2017)
- Hurricane (1979)
- Ice (1998, tv)
- Ice Age: The Meltdown (2006)
  - Ice Age: Continental Drift (2012)
  - Ice Age: Collision Course (2016)
- Ice Twisters (2009, tv)
- Lost City Raiders (2008, tv)
- Mad Max (1979)
- Mad Max 2 (1981)
- Mad Max: Beyond Thunderdome (1985)
- Mad Max: Fury Road (2015)
- Meltdown: Days of Destruction (2006)
- NYC: Tornado Terror (2008, tv)
- Night of the Twisters (1996, tv)
- Nuclear Hurricane (2007)
- Take Shelter (2011)
- The Day After Tomorrow (2004)
- The Perfect Storm (2000)
- Tornado! (1996)
- Twister (1996)
- WALL-E (2008)
- Waterworld (1995)

### Brand
- Backdraft (1991)
- City on Fire (1979)
- Deepwater Horizon (2016)
- Fire Down Below (1997)
- Firestorm (1998)
- Knowing (2009)
- Ladder 49 (2004)
- On Deadly Ground (1994)
- Skyscraper (2018)
- The Towering Inferno (1974)
- Volcano (1997)

### Dieren
- 1313: Giant Killer Bees! (2011)
- Arachnophobia (1990)
- Crocodile (2000)
  - Crocodile 2: Death Swamp (2002)
- Deadly Eyes (1982)
- Eight Legged Freaks (2002)
- Killer Bees (1974)
- Killer Bees! (2002)
- Killer Crocodile (1989)
  - Killer Crocodile 2 (1990)
- Kingdom of the Spiders (1977)
- Open Water (2003)
- Phase IV (1974)
- Piranha (1978)
- Piranha (1995)
- Piranha Part Two: The Spawning (1981)
- Piranha 3-D (2010)
  - Piranha 3DD (2012)
- Rats (2003)
- Rats: Night of Terror (1984)
- Snakes on a Plane (2006)
- Terror Birds (2016)
- The Birds (1963)
  - The Birds II: Land's End (1994)
- The Rats (2002)
- Zombeavers (2014)

### Epidemieën/pandemieën
- 28 Days Later (2002)
  - 28 Weeks Later (2007)
- Absolon (2001)
- The Andromeda Strain (1971)
- Blindness (2008)
- Carriers (2009)
- The Cassandra Crossing (1976)
- Children of Men (2006)
- Contagion (2011)
- Covert One: The Hades Factor (2006)
- Darwin's Nightmare (2004)
- Daybreakers (2010)
- Doomsday (2008)
- Ebola Syndrome (1996)
- Epidemic (1987)
- Fatal Contact: Bird Flu in America (2006)
- Flying Virus (2001)
- The Happening (2008)
- I Am Legend (2007)
- I Am Omega (2007)
- Inferno (2016)
- The Invasion (2007)
- The Last Man on Earth (1964)
- Medical Investigation (2004 - 2005, tv)
- The Omega Man (1971)
- Outbreak (1995)
- Doomsday Virus (1996)
- Perfect Sense (2011)
- Quarantine (2008)
  - Quarantine 2: Terminal (2011)
- Quiet Killer (1992)
- Smallpox 2002 (2002)
- SST: Death Flight (1977)
- Twelve Monkeys (1995)
- Undead (2003)
- The Reckoning (2020)
- The Walking Dead (2010, tv)
- Warning Sign (1985)
- World War z (2013)

### Ruimte
- Thunderbirds Are Go (1966)
- 2012: Supernova (2009, tv)
- Anna's Storm (2007)
- Armageddon (1998)
- Asteroid (1997)
- Apollo 13 (1995)
- Battle: Los Angeles (2011)
- Deep Impact (1998)
- Doomsday Prophecy (2011, tv)
- End Day (2005, docudrama)
- Epoch (2001)
- Gravity (2013)
- Impact (2009)
- Independence Day (1996)
  - Independence Day: Resurgence (2016)
- Inferno (1998, tv)
- Interstellar (2014)
- Knowing (2009)
- Lifeforce (1985)
- Meteor (1979)
- Pandorum (2009)
- Solar Attack (2005), ook bekend als Solar Strike
- Solar Crisis (1990)
- Sunshine (2007)
- The Martian (2015)
- Tycus (1998)
- When Worlds Collide (1951)
- Where Have All the People Gone? (1974)

## Buitenaardse wezens
- Alien (1979)
  - Aliens (1986)
  - Alien 3 (1992)
  - Alien Resurrection (1997)
- Alien Vs. Predator (2004)
  - Aliens vs. Predator: Requiem (2007)
- Abraxas, Guardian of the Universe (1990)
- Alien Abduction (2005)
- Alien Hunter (2003)
- Alien Intruder (1993)
- Aliens in the Attic (2009)
- Altered (2006)
- The Andromeda Strain (1971)
- The Arrival (1996)
- AVH: Alien vs. Hunter (2007)
- Battle: Los Angeles (2011)
- Battleship (2012)
- Bedtime Stories (2008)
- Beware! The Blob (1972)
- Breeders (1986)
- Cloverfield (2008)
- The Creature Wasn't Nice (1983)
- Creepozoids (1987)
- Dark City (1998)
- The Day the Earth Stopped (2008)
- Decoys (2004)
- District 9 (2009)
- Doom (2005)
- Enemy Mine (1985)
- Epoch (2001)
- Explorers (1985)
- The Faculty (1998)
- Gamera: Super Monster (1980)
  - Gamera 2: Attack of Legion (1998)
  - Gamera 3: Revenge of Iris (1999)
- Godzilla (1998)
- Godzilla 2000 (1999)
- Godzilla: Final Wars (2004)
- Godzilla vs. Gigan (1972)
- Godzilla vs. Mechagodzilla (1974)
- Godzilla vs. SpaceGodzilla (1994)
- Good Boy! (2003)
- The Great Heep (1986)
- Hangar 18 (1980)
- Heavy Metal (1981)
- Heavy Metal 2000 (2000)
- Impostor (2002)
- I am Number Four (2011)
- I Come in Peace (1990)
- Independence Day (1996)
  - Independence Day: Resurgence (2016)
- Invasion (2005)
- Invasion of the Body Snatchers (1956)
- Invasion of the Body Snatchers (1978)
- Invasion of the Pod People (2007)
- Killer Mountain (2011, tv)
- Knowing (2009)
- Koi... Mil Gaya (2003)
- Krull (1983)
- The Last Starfighter (1984)
- Lifted (2007)
- Liquid Sky (1982)
- The Man Who Wasn't There (2001)
- Mars Attacks! (1996)
- Megamind (2010)
- Metamorphosis: The Alien Factor (1990)
- Monsters (2010)
- Night of the Creeps (1986)
- Outlander (2008)
- Pitch Black (2000)
- Planet 51 (2009)
- Predators (2010)
- Progeny (1998)
- The Puppet Masters (1994)
- Rebirth of Mothra (1996)
  - Rebirth of Mothra II (1997)
  - Rebirth of Mothra III (1998)
- Repo Man (1984)
- Returner (2002)
- Signs (2002)
- Skyline (2010)
- Slither (2006)
- Solaris (1972)
- Solaris (2002)
- Spaced Invaders (1990)
- Species (1995)
  - Species II (1998)
  - Species III (2004)
  - Species - The Awakening (2007)
- Starchaser: The Legend of Orin (1985)
- Stargate (1994)
- Strange Invaders (1983)
- Suburban Commando (1991)
- Super 8 (2011)
- Terrorvision (1987)
- Terror of Mechagodzilla (1975)
- The 5th Wave (2016)
- The Darkest Hour (2011)
- The Forgotten (2004)
- The Fourth Kind (2009)
- The Invasion (2007)
- The Monster X Strikes Back/Attack the G8 Summit (2008)
- The Shadow Men (1998)
- The Thing (1982)
  - The Thing (2011)
- The Thing from Another World (1951)
- They Live (1988)
- Things Are Tough All Over (1982)
- Track of the Moon Beast (1976)
- Transmorphers (2007)
- Transmorphers: Fall of Man (2009)
- Under the Mountain (2009)
- Underdog (2007)
- War of the Worlds (2005)
- Within the Rock (1996)
- Xtro (1982)

## Antropologischerampen

### Gevaarlijke materialen
- Daylight (1996)
- End Day (docudrama) (2005)
- Fire Down Below (1994)
- Killer Crocodile (1989)
- Shattered City: The Halifax Explosion (2003)

#### Chemicaliën
- Chain Reaction (1996)
- Daylight (1996)
- Danger Zone (1997)
- Eight Legged Freaks (2002)
- Once Upon a Forest (1993)
- Right at Your Door (2006)
- Zombeavers (2014)

#### Kernenergie of kernwapens
- On the beach (2000)
- Atomic Train (1999)
- Atomic Twister (2002, tv)
- By Dawn's Early Light (1990)
- The Chain Reaction (1980)
- The China Syndrome (1979)
- Class of Nuke 'Em High (1986)
- Countdown to Looking Glass (1984)
- The Dark Knight Rises (2012)
- The Day After (1983)
- The Final Combat (1983)
- Knowing (2009)
- The Manhattan Project (1986)
- Miracle Mile (1988)
- Panic in Year Zero! (1962)
- Special Bulletin (1983)
- The Sum of All Fears (2002)
- Terminator 3: Rise of the Machines (2003)
- Testament (1983)
- Threads (1984, tv)
- True Lies (1994)
- The Day After (1983, tv)
- The War Game (1965, tv)
- When the Wind Blows (1986)

### Verkeer

#### Vliegtuigen
- Thunderbirds Are Go (1966)
- 7500 (2013)
- Air Collision (2012, video)
- Air Force One (1997)
- Air Marshal (2003)
- Air Rage (2001, video)
- Airline Disaster (2010, video)
- Airplane! (1980, parodiefilm)
- Airport (1970)
- Airport 1975 (1974)
- Airport '77 (1977)
- Airspeed (1999)
- Arctic (2018)
- Blackout Effect (1998, tv)
- Cabin Pressure (2002, tv)
- Code 11-14 (2003, tv)
- Con Air (1997)
- Concorde Affaire '79 (1979)
- Crash Landing: The Rescue of Flight 232 (1992, tv)
- Crash Point: Berlin (2009, tv)
- Crash: The Mystery of Flight 1501 (1990, tv)
- Ekipazh (1980)
- Executive Decision (1996)
- Falling from the Sky: Flight 174 (1995, tv)
- Fate Is the Hunter (1964)
- Final Descent (1997, tv)
- Fire and Rain (1989, tv)
- Flight (2012)
- Flight 90: Disaster on the Potomac (1984, tv)
- Flight 93 (2006, tv)
- Flight into Danger (1956, tv)
- Flight to Holocaust (1977, tv)
- Flightplan (2005)
- Free Fall (1999)
- The Grey (2011)
- Ground Control (1998)
- Hijacked (2012)
- Hijacked: Flight 285 (1996, tv)
- Hostage Flight (1985, tv)
- Jet Over the Atlantic (1959)
- Killing Moon (2000, tv)
- Knowing (2009)
- Last Flight to Abuja (2012)
- Mach 2 (2001)
- Mayday (2005, tv)
- Mayday at 40,000 Feet! (1976, tv)
- Medusa's Child (1997, tv)
- Mercy Mission: The Rescue of Flight 771 (1993, tv)
- Miracle Landing (1990, tv)
- Mogadischu (2008, tv)
- Murder on Flight 502 (1975, tv)
- No Highway in the Sky (1951)
- Non-Stop (2013)
- Nowhere to Land (2000, tv)
- NTSB: The Crash of Flight 323 (2004, tv)
- Pandora's Clock (1996, tv)
- Panic in the Skies! (1996, tv)
- Passenger 57 (1992)
- Rough Air: Danger on Flight 534 (2001, tv)
- Skyjacked (1972)
- Snakes on a Plane (2006)
- Sonic Impact (2000)
- SST: Death Flight (1977, tv)
- Starflight: The Plane That Couldn't Land (1983, tv)
- Sully (2016)
- Submerged (2000)
- Terror in the Sky (1971, tv)
- The Concorde...Airport '79 (1979)
- The Crowded Sky (1960)
- The Doomsday Flight (1966, tv)
- The Ghost of Flight 401 (1978, tv)
- The High and the Mighty (1954)
- The Hindenburg (1975)
- The Taking of Flight 847: The Uli Derickson Story (1988, tv)
- This Is a Hijack (1973)
- Trouble in the Sky (1960)
- Turbulence 2: Fear of Flying (1999)
- Turbulence 3: Heavy Metal (2001, video)
- Turbulent Skies (2010, tv)
- United 93 (2006)
- Zero Hour! (1957)

#### Auto's, vrachtwagens en bussen
- Breaker! Breaker! (1977)
- The Big Bus (1976)
- Daylight (1996)
- Eagle Eye (2008)
- Knowing (2009)
- Maximum Overdrive (1986)
- The Night the Bridge Fell Down (1983)
- Smash-Up on Interstate 5 (1976, tv)
- Super 8 (2011)
- Trucks (1997)
- Speed (1994)

#### Schepen en onderzeeërs
- Beyond the Poseidon Adventure (1979)
- Britannic (2000)
- Ghosts of the Abyss (2003)
- Gray Lady Down (1978)
- Hostile Waters (1997)
- In Search of the Castaways (1962)
- Juggernaut (1974)
- K-19: The Widowmaker (2002)
- Kursk (2018)
- Life of Pi (2012)
- Noah (2014)
- Open Water (2003)
- Poseidon (2006)
- S.O.S. Titanic (1979, tv)
- Speed 2: Cruise Control (1997)
- The Last Voyage (1960)
- The Legend of the Titanic (1999)
- The Poseidon Adventure (1972)
- Titanic (1943)
- Titanic (1953)
- Titanic (1984)
- Titanic (1996)
- Titanic (1997)
- Titanic II (2010)
- Titanic (2012, miniserie)

#### Ruimteschepen
- 2001: A Space Odyssey (1968)
- Apollo 13 (1995)
- Armageddon (1998)
- Gravity (2013)
- Marooned (1969)
- Pandorum (2009)
- Space Cowboys (2000)

#### Treinen
- Atomic Train (1999)
- Breakheart Pass (1985)
- Final Run (1999)
- Knowing (2009)
- Runaway Train (1985)
- Silver Streak (1976)
- The Cassandra Crossing (1976)
- The Day of the Roses (1996)
- Unstoppable (2010)

### Terrorisme
Films met een terroristisch thema en zijn zowel gebaseerd op waargebeurtenissen als fictieve gebeurtenissen.
- 22 July (2018)
- 3 Days to Kill (2014)
- 7 Days in Entebbe (2018)
- Angel Has Fallen (2019)
- The Delta Force (1986)
- Die Hard (1988)
- Die Hard 2 (1990
- Die Hard with a Vengeance (1995)
- Executive Decision (1996)
- Face/Off (1997)
- Flightplan (2005)
- From Russia with Love (1963)
- Hotel Mumbai (2018)
- Inferno (2016)
- Lion of the Desert (1980)
- Live Free or Die Hard (2007)
- London Has Fallen (2016)
- Mogadischu (2008, tv)
- Munich (2006)
- No Escape (2015)
- Olympus Has Fallen (2013)
- On Her Majesty's Secret Service (1969)
- Passenger 57 (1992)
- Speed (1994)
- Team America: World Police (2004)
- The 15:17 to Paris (2018)
- The Dark Knight (2008)
- The Dark Knight Rises (2012)
- The Enforcer (1976)
- The Foreigner (2017)
- The Spy Who Loved Me (1977)
- True Lies (1994)
- Twelve Monkeys (1995)
- Under Siege 2: Dark Territory (1995)
- United 93 (2006)
- Utøya 22. Juli (2018)
- Victory at Entebbe (1976)
- V for Vendetta (2005)
- White House Down (2013)
- World Trade Center (2006)
- X-Men: Days of Future Past (2014)
- You Only Live Twice (1967)

## Monsters
- Cloverfield (2008)
- Deadly Eyes (1982)
- D-War (2007)
- Gremlins (1984)
  - Gremlins 2: The New Batch (1990)
- King Kong franchise (1933-2005)
- Mega Python vs. Gatoroid (2011)
- Mega Piranha (2010)
- Mega Shark Versus Crocosaurus (2010)
- Mega Shark Versus Giant Octopus (2009)
- Godzilla franchise (1954–heden)
- The Mist (2007)
- Zombeavers (2014)